# Jacques Marette
Pour les articles homonymes, voir Marette.
Jacques Marette, né le 21 septembre 1922 à Paris dans le 16e arrondissement, mort le 25 avril 1984 dans le 17e arrondissement de la même ville, est un homme politique de la Cinquième République. 
Résistant sous l'Occupation, Jacques Marette devient sénateur de la Seine entre 1959 et 1962 puis député de Paris de 1967 à sa mort. Il est nommé ministre des Postes et Télécommunications entre 1962 et 1967 sous les gouvernements de Georges Pompidou.

## Biographie
Jacques Henri Marette est issu, selon l'historienne Élisabeth Roudinesco, d'une famille bourgeoise de tradition « catholique et d'extrême-droite ». 
Son père, Henri Marette, est ingénieur, diplômé de l’École polytechnique et fait carrière dans la société métallurgique de Montbard, et sa mère, Suzanne Demmler, est la fille du directeur de la société métallurgique de Dives. De leur union naît également Françoise Marette, épouse Dolto, pédiatre et psychanalyste. 
Jacques Marette effectue ses études secondaires au cours Hattemer puis des études supérieures de droit. Durant l'Occupation, il intègre le réseau de résistance Vélite-Thérmopyles. À la Libération, il est décoré de la croix de guerre 1939-1945 et de la médaille de la Résistance. 
Il devient journaliste à Combat et à France-Soir puis représente la Radiodiffusion-télévision française en Allemagne. 
Il est directeur des éditions du RPF, le mouvement gaulliste, de 1949 à 1952. Il est ensuite cadre de l'industrie. De 1958 à 1959, il est conseiller technique auprès d'Édouard Ramonet, ministre de l'Industrie du général de Gaulle.
Sénateur UNR de Paris de 1959 à 1962 en remplacement d'Edmond Michelet, devenu ministre, il est élu député de Paris en décembre 1962.
Le 14 avril 1962, il devient ministre des Postes et des télécommunications dans le gouvernement de Georges Pompidou, fonction qu'il occupe jusqu'au 1er avril 1967, laissant durant cette période son siège de député à son suppléant Bernard Rocher. Il s'attache à développer une filière nationale des télécommunications. Il a l'ambition de faire des P. et T. un des fers de lance de l'économie française. En 1964, lors de l'attribution des codes téléphoniques internationaux, il choisit pour la France le code 33.
Réélu à chaque élection législative, il siège à l'Assemblée nationale jusqu'à sa mort. Il fut également conseiller municipal de Paris.
En 1977, avec d'autres élus gaullistes, Jean Chérioux et Nicole de Hautecloque, il facilite l'arrivée et l'élection de Jacques Chirac à la mairie de Paris.
Il est titulaire de la Croix de guerre et décoré de la médaille de la Résistance.
Il est le frère de la psychanalyste Françoise Dolto et l'oncle du chanteur Carlos. C'est d'ailleurs Françoise Dolto qui rédige la première réponse-type des Postes aux lettres au père Noël reçues, une initiative de son frère lors de sa première année comme ministre des Postes en 1962,.

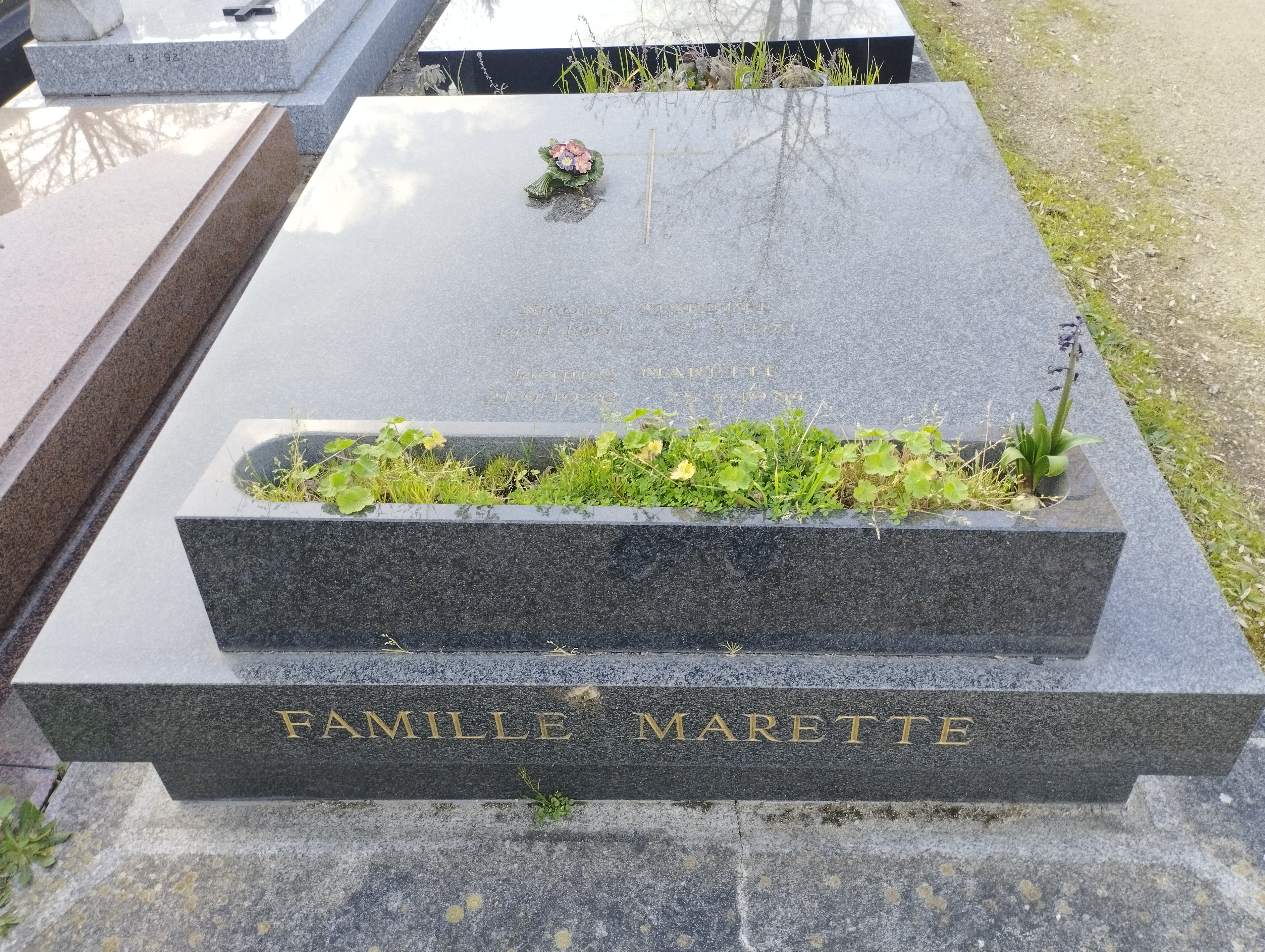
Tombe de Jacques Marette au cimetière de Vaugirard (division 4).

Il est enterré au cimetière de Vaugirard (division 4).
Marié trois fois, il l'était en deuxièmes noces avec la fille de Jean Dutourd, Clara.

## Hommages
Il existe dans le 15e arrondissement de Paris la place Jacques-Marette.

## Décorations
- Croix de guerre 1939-1945[11]
- Médaille de la Résistance française par décret du 6 septembre 1945[12]
- Croix du combattant volontaire de la Résistance
- Commandeur de l'ordre du Mérite postal, de droit en tant que ministre des PTT[13].